# Mimi Barks

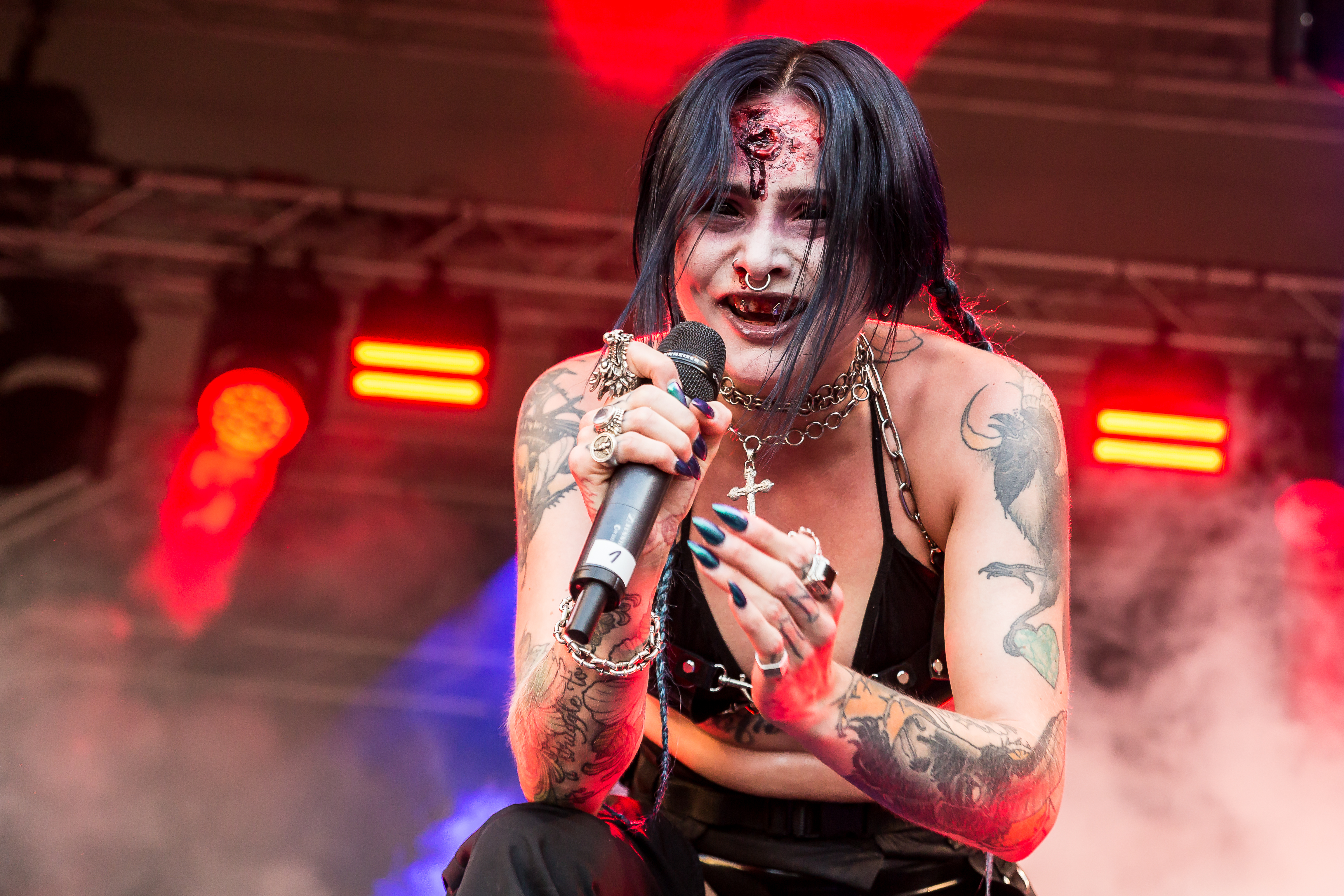
Mimi Barks auf dem Full Force 2023

Mimi Barks (* in Bochum) ist eine deutsche Rapperin. Ihren Musikstil bezeichnet sie selbst als „Doom-Trap“.

## Leben und Karriere
Mimi Barks wuchs in Bochum auf. Nach eigenen Angaben interessierte sie sich bereits seit ihrer frühen Jugend für alternative Musikstile wie Metal, Hip-Hop und Punk, was sie stark von anderen Gleichaltrigen ihres damaligen Umfeldes unterschied. Später zog sie nach Berlin, wo sie selbst mit dem Musikmachen begann und schließlich in Zusammenarbeit mit einem Hip-Hop-Produzenten ihre Debüt-EP Enter the Void produzierte.
2019 zog Barks nach London, um dort mit den Produzenten von Scarlxrd zusammenarbeiten zu können. Im August 2020 unterschrieb sie einen Plattenvertrag bei Century Media Records. Bei den Kerrang! Awards 2022 wurde Barks mit dem Disruptor Award ausgezeichnet. Ihr Debütalbum Deadgirl erschien im Dezember 2022.

## Musikalischer Stil
Mimi Barks’ unkonventioneller, von ihr selbst als „Doom-Trap“ bezeichneter Musikstil verbindet verschiedene Elemente aus Industrial, Hip-Hop, Metal und Harsh Electro, wobei die Rap-Parts häufig durch aggressives, dem Extreme Metal entlehntes Screaming gekennzeichnet sind. Ihr Stil wird mit dem US-amerikanischen Trap-Metal-Artists wie Ghostemane oder XXXTentacion, aber auch u. a. mit Billie Eilish verglichen. Die Texte sind dabei in der Regel englischsprachig, einzig auf der Debüt-EP Enter the Void findet sich mit Klingen & Stitches auch ein Song mit deutschsprachigen Lyrics.

## Diskografie
Studioalben
- 2022: Deadgirl
- 2024: This Is Doom Trap

EPs
- 2019: Enter the Void
- 2022: Nihil
- 2022: Abyss
- 2022: Undead it

Singles (Auswahl)
- 2020: Poison
- 2020: Transient
- 2020: Big Ass Chains
- 2021: Grind
- 2021: Suicide
- 2022: Rad
- 2022: Deadgirl